# ویتالی بالاسانیان
ویتالی میخائیلی بالاسانیان (ارمنی: Վիտալի Միխայիլի Բալասանյան؛ زادهٔ ۵ مارس ۱۹۵۹) فرد نظامی اهل جمهوری آرتساخ است. وی همچنین برندهٔ جوایزی همچون قهرمان آرتساخ شده است.

## نگارخانه

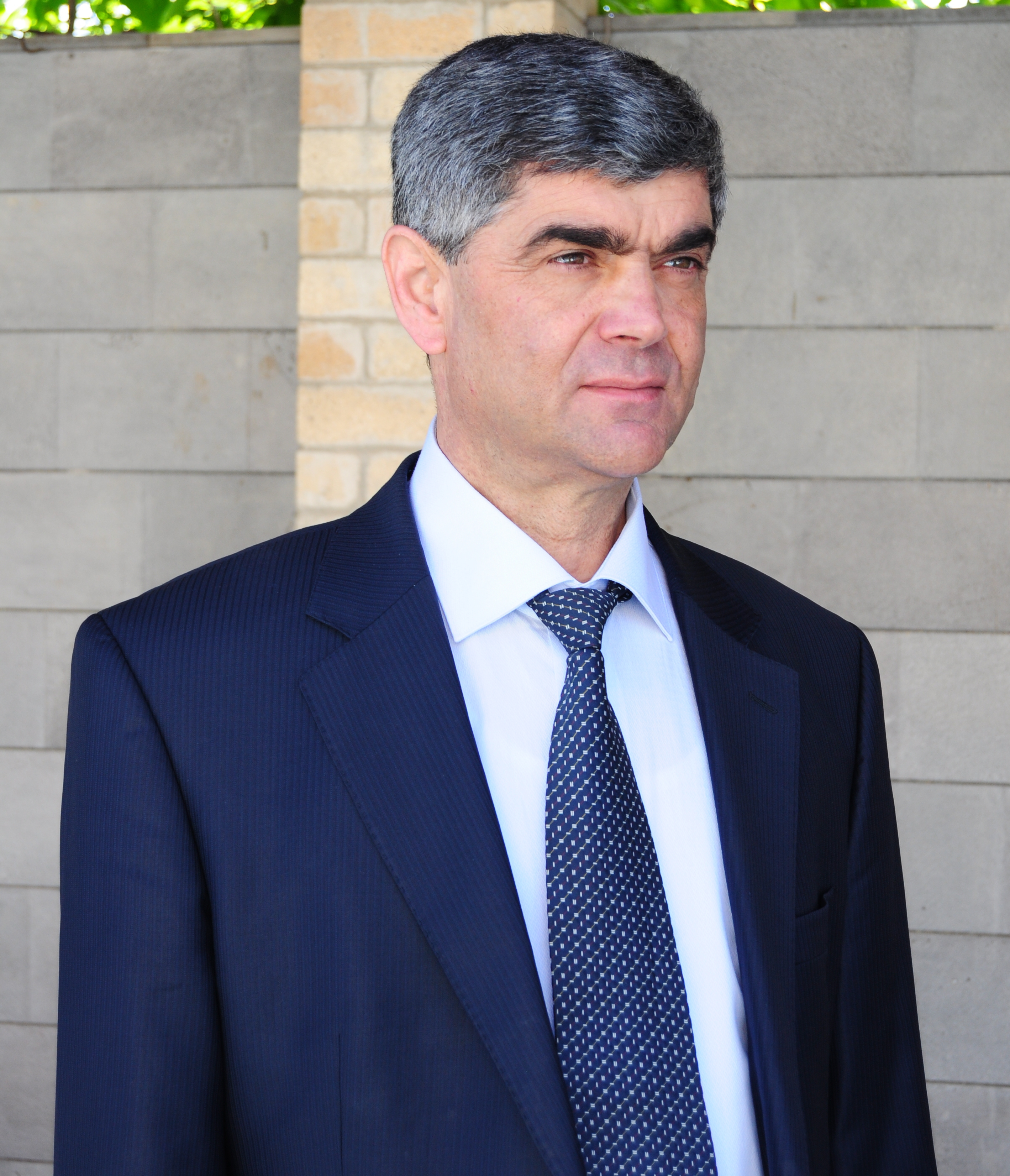